# Београдски синдикат
Београдски синдикат је српски хип хоп састав из Београда. Настао је 21. марта 1999. године, уједињењем група Ред Змаја, ТУМЗ (Техника управљањем микрофоном и знањем) и соло ем-сија Феђе Димовића (MC Flex), а касније су се придружили Шеф Сале, Прота и ди-џеј Ајрон.

## Развој групе
Њихове песме често указују на различите проблеме у друштву. Неке од њихових најпознатијих песама које се тичу друштвених проблема су: Нико не може да зна, Welcome to Србија, Право кроз ветар, Зајеби, Систем те лаже и Сведок сарадник.
У јулу 2010. објавили су четврти студијски албум Дискретни хероји, који се могао бесплатно преузети са званичног сајта састава.
Дана 28. априла 2012. године приредили су концерт у пуној хали Београдске арене. Био је то уједно и најпосећенији концерт који су икада одржали.

## Политички и друштвени ангажман
Профилисали су се као веома ангажован састав, са оштрим политичким ставовима и јаком родољубивом нотом у својим песмама. Феђа Димовић, један од чланова Београдског синдиката, иначе адвокат по професији, оштро је критиковао Бриселски споразум. Дана 18. фебруара 2007. године организовали су бесплатан концерт за очување Петог парка на Звездари.
Наступали су у затворима и казнено-поправним домовима широм Србије.
Александар Протић, бивши члан и продуцент Београдског синдиката, био је један од оснивача странке Трећа Србија, а функцију њеног председника обављао је од октобра 2013. до марта 2014. године. Протић није члан групе од 2012. године, пошто је сматрао да његова одлука да се политички ангажује није у складу са идејама које заступа Београдски синдикат.
Митрополија црногорско-приморска их је одликовала фебруара 2020. године.

## Чланови

### Садашњи
- Бошко Ћирковић (Шкабо) — ем-си, продуцент
- Блажа Вујовић (Жобла) — ем-си
- Огњен Јанковић (Оги) — ем-си
- Дарко Марјановић (Даре) — ем-си
- Ђорђе Јовановић (ЂолоЂоло) — ем-си, аутор спотова, продуцент
- Феђа Димовић (Флекс) — ем-си, продуцент
- Александар Караџиновић (Шеф Сале) — ем-си, продуцент
- Стефан Нововић (Ајрон) — ди-џеј[16]

### Бивши
- Александар Протић (Прота) — ди-џеј, продуцент
- Владимир Ћорлука (Дајс Ро) — ем-си
- Марко Ђурић (Деда) — ем-си, продуцент

## Дискографија

### Студијски албуми
- 2001: БСССТ... Тишинчина!
- 2002: Говедина
- 2005: Сви заједно
- 2010: Дискретни хероји
- 2023: Синдикално пролеће
- 2025: Eл Салвадор

### издања
- 2002: Говедина
- 2006: Они су

### Синглови
- 2002: Говедина
- 2006: Они Су
- 2015: БС Армија
- 2016: Систем Те Лаже
- 2016: Касно Је
- 2017: Синдикална Прича
- 2018: Пишам По Сиротињи
- 2018: Догодине у Призрену
- 2018: Неуништиви/Мозак
- 2019: Друже
- 2020: Свиће Зора
- 2020: Извини Србијо
- 2021: Данима
- 2021: Дан По Дан
- 2021: И Даље Кидам
- 2022: Једина Српска
- 2022: Моја Судбина
- 2022: Љубав у инат
- 2022: Међу Звездама
- 2022: Наша Ствар
- 2023: Чекам Срећу
- 2023: Спaрта
- 2024: Анђели Живе Довека
- 2024: Сaмo Вас Гледамо
- 2024: Кради
- 2024: Марш из моје авлије
- 2024: Живот Без Страха
- 2025: Мојне да си ћаци